# Antonio Puertas
|  | No s'ha de confondre amb Antonio Puerta. |

Antonio José Rodríguez Díaz (Benahadux, Almería, Andalusia, 21 de febrer de 1992), conegut com a Antonio Puertas, és un futbolista andalús que juga com a davanter a l'Albacete Balompié.

## Carrera de club
Puertas va acabar la seva formació amb la UD Almería, després d'haver representat Los Molinos CF i el Vila-real CF. Va debutar com a sènior amb el Polideportivo Ejido el 2011, a Segona Divisió B.
El 31 de gener de 2012 Puertas va marxar al Granada CF, per jugar amb l'equip B, després de la dissolució del Poli Ejido. Després de marcar deu gols la temporada 2013–14 a Segona B, va marxar a un altre equip B, la UD Almería B també de Segona B.
On 14 juny 2015 Puertas was definitely promoted to the Rojiblancos' main squad in Segona Divisió. Va debutar com a professional el 9 de setembre, entrant com substitut a la segona part per José Ángel Pozo en un empat 3–3 a casa contra l'Elx CF a la Copa del Rei (victòria 4–3 als penals).
Puertas va debutar a la segona divisió l'11 d'octubre de 2015, jugant com a titular en un empat 1–1 a fora contra el Girona FC. Va marcar el seu primer gol com a professional el 3 de setembre de l'any següent, el primer d'una victòria per 3–0 a casa contra el Rayo Vallecano; en va fer un altre el següent cap de setmana, en un empat 3–3 contra el Girona.
El 16 de juny de 2017 Puertas va retornar a Granada, hi signà un contracte per tres anys, i fou assignat al primer equip, a la segona divisió. Va marcar deu gols, la millor marca de la seva carrera, durant la temporada 2018–19, en la qual el seu equip va assolir l'ascens a La Liga.